# Un Noël cinq étoiles
Pour plus de détails, voir Fiche technique et Distribution.
Un Noël cinq étoiles (Natale a cinque stelle) est un ciné-panettone italien réalisé par Marco Risi et sorti en 2018.

## Synopsis
Le Premier ministre Franco Rispoli, un ancien comptable qui a truqué son curriculum vitæ, se rend en mission officielle à Budapest à l'approche des fêtes de Noël, accompagné de son fidèle homme de main Walter Bianchini — un ex-communiste nostalgique qui a migré vers le parti politique opposé pour ne pas perdre son emploi — afin de renforcer encore les relations entre l'Italie et la Hongrie. Le voyage en Hongrie a également vu la participation d'une déléguée de l'opposition, l'honorable Giulia Rossi, qui entretenait une liaison extraconjugale avec le Premier ministre : cette liaison risquait d'être révélée par un envoyé du Iene, Mariano Tozzi, qui, déguisé en Père Noël, tentait de les prendre en flagrant délit afin d'obtenir le scoop qui ferait immanquablement tomber le gouvernement.
Cependant, à cause d'une fenêtre défectueuse dans la pièce où ils se trouvent, le correspondant est frappé à la tête et s'évanouit, les protagonistes le croyant mort. C'est alors que se créent diverses dynamiques qui amènent Roberto — mari jaloux de la députée arrivée sur les lieux car pleine de soupçons — à croire qu'elle le trompe avec Walter, ce dernier faisant croire à la femme du président (arrivée soudainement à Budapest pour fêter leur anniversaire de mariage) qu'il est amoureux d'elle, afin de sauver l'image du premier ministre, ce qui déclenche la colère de Berta, ancienne gardienne de la mère de Walter et maîtresse de toujours de ce dernier.
Entre-temps, l'envoyé se rétablit mais perd la mémoire, ce qui permet à tout le monde de pousser un soupir de soulagement qui sera toutefois de courte durée, car lors de la réception du soir à laquelle participent les Premiers ministres des deux pays, Walter décide de dire toute la vérité à Roberto, qui s'en prend alors ouvertement au Premier ministre, qui a également appris l'adultère de sa femme avec Walter, lequel est immédiatement renvoyé par le Premier ministre et, entre-temps, définitivement largué par Berta, à qui il avait auparavant demandé de l'épouser. Comme si cela ne suffisait pas, tout cela est filmé avec une caméra par Mariano, qui réussit ainsi à discréditer le Premier ministre.
Après la réception, Walter, qui a perdu son emploi et sa fiancée, est prêt à se jeter dans le Danube, mais il est rapidement arrêté par Franco, qui décide de le réembaucher comme fidèle porteur de bagages et de le faire participer à un plan infaillible pour sauver la face et retrouver la dignité perdue lors de son retour en Italie.

## Fiche technique
- Titre français : Un Noël cinq étoiles[1]
- Titre original italien : Natale a cinque stelle[2]
- Réalisateur : Marco Risi
- Scénario : Enrico Vanzina, Carlo Vanzina
- Photographie : Enrico Lucidi (it)
- Montage : Pietro Morana
- Musique : Bruno Zambrini
- Décors : Paola Riviello
- Production : Andrea Occhipinti (it)
- Société de production : Lucky Red (it)
- Pays de production :  Italie
- Langue originale : italien
- Format : couleurs - 2,35:1
- Durée : 90 minutes
- Genre : comédie
- Dates de sortie :
  - Italie : 7 décembre 2018
  - France : 7 décembre 2018[1]

## Distribution
- Massimo Ghini : Franco Rispoli
- Ricky Memphis : Walter Bianchini
- Martina Stella : Giulia Rossi
- Paola Minaccioni : Marisa Rispoli
- Andrea Osvárt : Berta Molnar
- Riccardo Rossi : Mariano Tozzi
- Massimo Ciavarro : Roberto
- Biagio Izzo : Pasquale
- Ralph Palka : Directeur d'hôtel
- Roberta Fiorentini : Mère de Walter
- Rocco Siffredi : lui-même

## Article annexe
- Film de Noël